# Gotlands Bryggeri

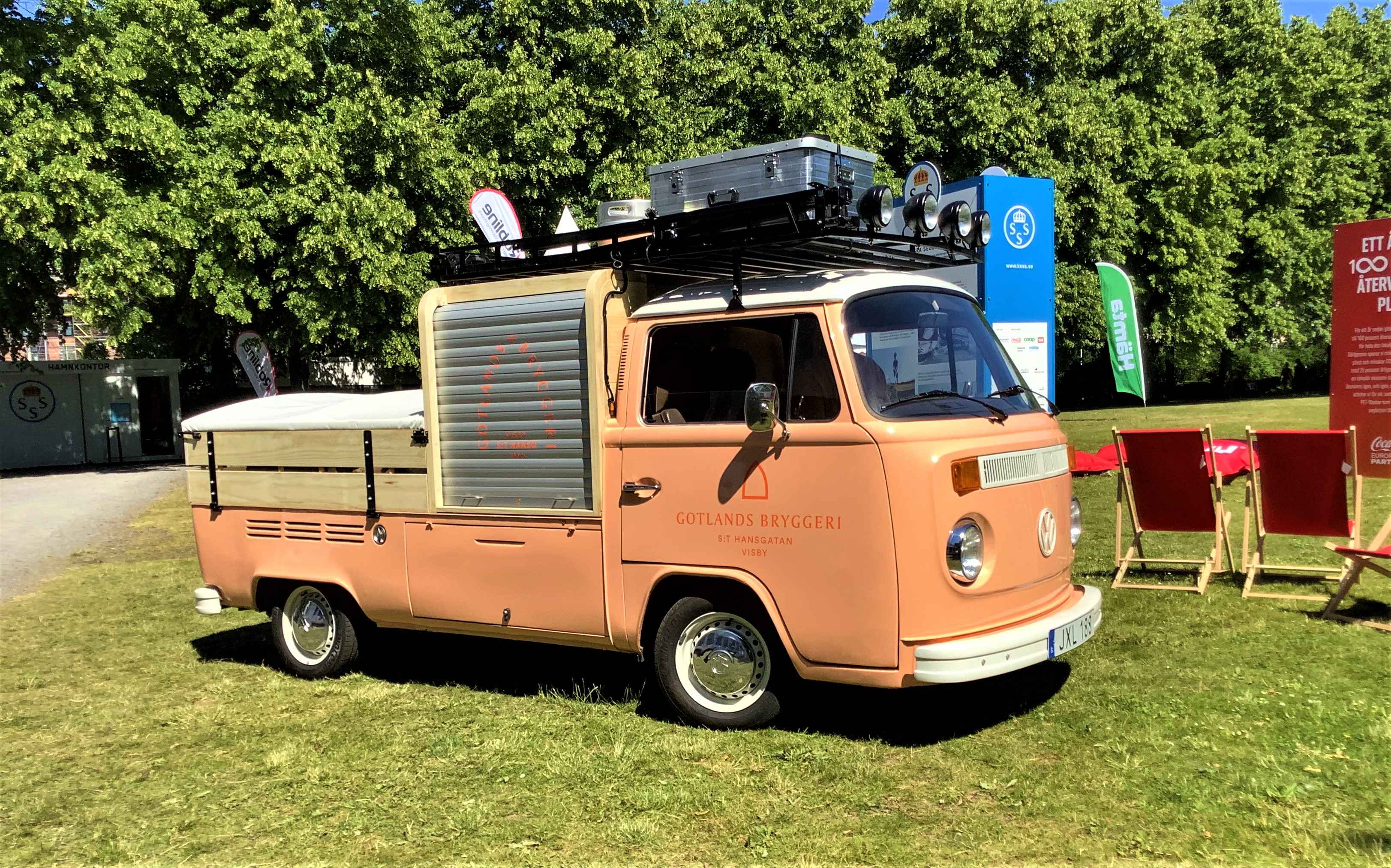
Gotlands Bryggeris fordon i Stockholm under Gotland Runt 2021

Gotlands Bryggeri AB är ett svenskt bryggeri och har sin verksamhet på S:t Hansgatan 47 i Visby innerstad medan huvudkontoret återfinns i Vårby, Stockholms län. Bryggeriet är dotterbolag till den svenska bryggerikoncernen Spendrups Bryggeriaktiebolag. Bryggeriet är ritat av den lokale arkitekten Birger Andersson.

## Historia
Gotlands Bryggeri stod färdigt 1995. 1996 installerades en flasklinje och det bryggdes Munköl klass II & III och Klosteröl klass III. Bryggmästaren Johan Spendrup och hans kollegor fortsatte sedan sitt arbete med att ta fram nya brygder och 1997 lanserades Medeltidsöl samt Julöl. Under åren 2003-2007 producerades olika specialöl till krogar i Visby bland annat under "medeltidsveckan". Vissa provbrygder såldes även hos utvalda krogar och pubar på fastlandet. Hansapils nådde till exempel fastlandet 2007 genom puben Bishops Arms.
Under 2006 bryggdes 200000 liter vört i bryggverket och det fanns planer på att utöka produktionen ytterligare.
Under 2009 introducerades "Sleepy Bulldog", en pale ale, i Systembolagets beställningssortiment och "Gotlands Bittar" en amaro gjord av destillat på rester från ölproduktionen smaksatt med 30 olika gotländska örter odlade på ön.
Sommartid har man dagligen haft guidade visningar där besökaren fått ta del av den speciella bryggarkonsten men det har även varit möjligt övriga delar av året om man avtalat tid.